# 神谷麻美
神谷 麻美（かみや あさみ、1994年4月28日 - ）は、日本のグラビアアイドル、音楽家、レースクイーン。

## 経歴・人物
学生時代に読者モデルからレースクイーン、そしてグラビアアイドルという流れで2015年2月デビュー。
グラビアの仕事を独自の理論から「もともと水着と海が大好きなので、その大好きなことができる仕事だから魅力です。とても楽しいです！＋エロなところが、自分の魅力も出せると思うから、グラビア大好きです！」と語っている。
自身のセールスポイントは「笑顔とおっぱいとポジティブなところ。」
特技はマリンスポーツ、フラダンス、体動かすこと。趣味は調味料集め。2020年にはSNSの更新にも積極的で凝っている。
好きな男性のタイプは「一緒にいて安心できて、笑顔が素敵な人」。
将来の夢は「タレントとして売れたい。テレビなどにいっぱい出演したい。写真集も出したいです」と述べている。
2022年5月4日、所属事務所であるR・I・Pを同月で退所することを発表した。
Instagramに掲載する写真が加工し過ぎであると話題をよぶ。

## 出演

### テレビ
- 石橋貴明のたいむとんねる（2019年7月15日[12]、フジテレビ） - 水着美女として出演。

### 雑誌
- OUTDOORあそびーくるVol.5（2019年7月、芸文社）
- 週刊プレイボーイ9/9号 企画ページ（2019年8月、集英社）

### WEB
- 東京ひとりメシ（2019年7月、日刊大衆）

### MV
- 社会ノ窓『浮気輪♡夏♡恋心』（2019年8月）

## 作品

### イメージビデオ
- ハツドリ（2013年9月27日、グラッソ） ※「福永麻美」名義
- First Love（2015年2月27日、グラッソ） ※「武井麻美」名義
- あさの香り（2015年9月25日、エアーコントロール） ※「武井麻美」名義
- リアルラブ（2017年6月30日、アイドルウィズ）
- 誘惑セクレタリー（2020年5月20日、ラインコミュニケーションズ）[13][14]